# Trichtenhauser Mühle

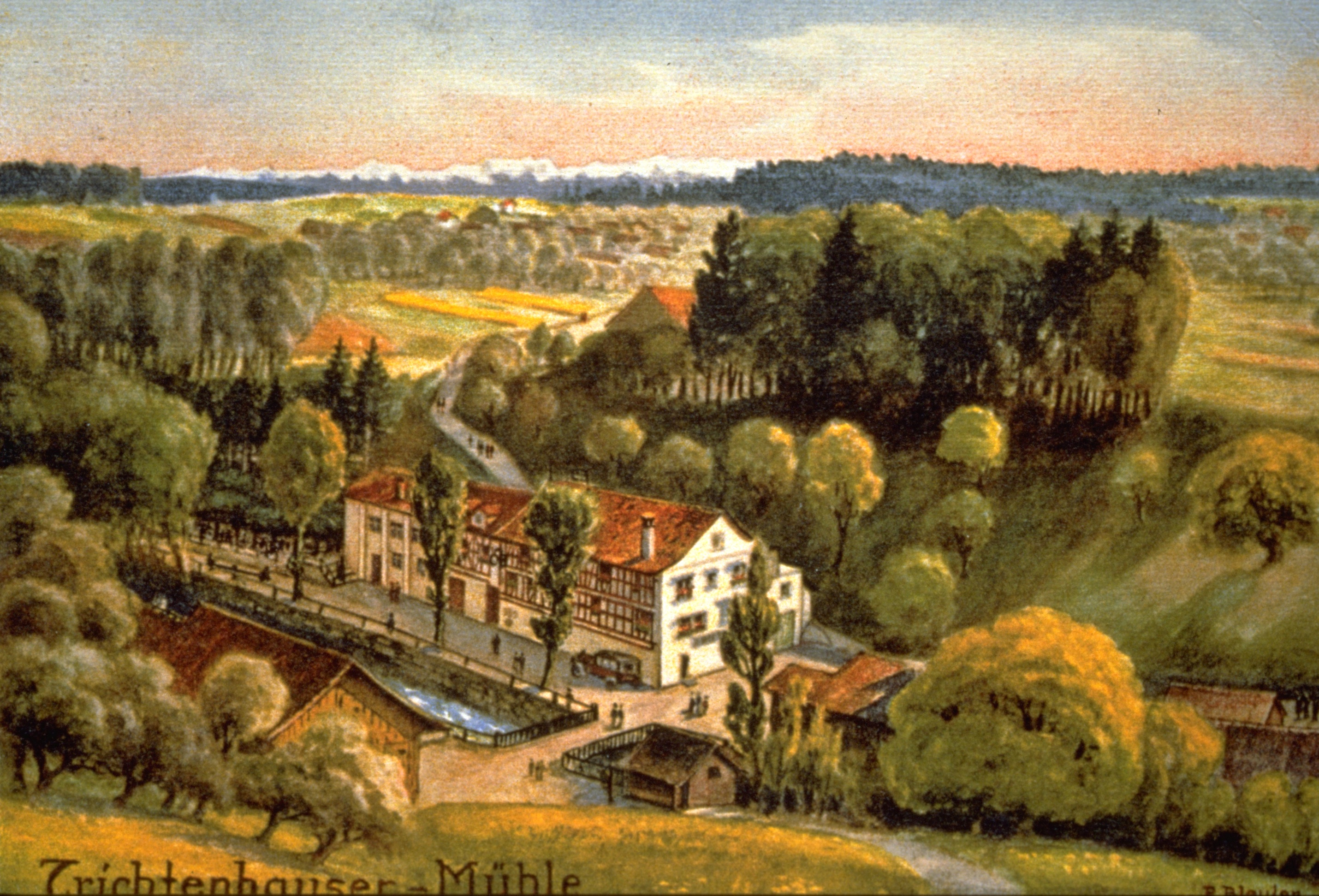
Trichtenhauser Mühle 1890

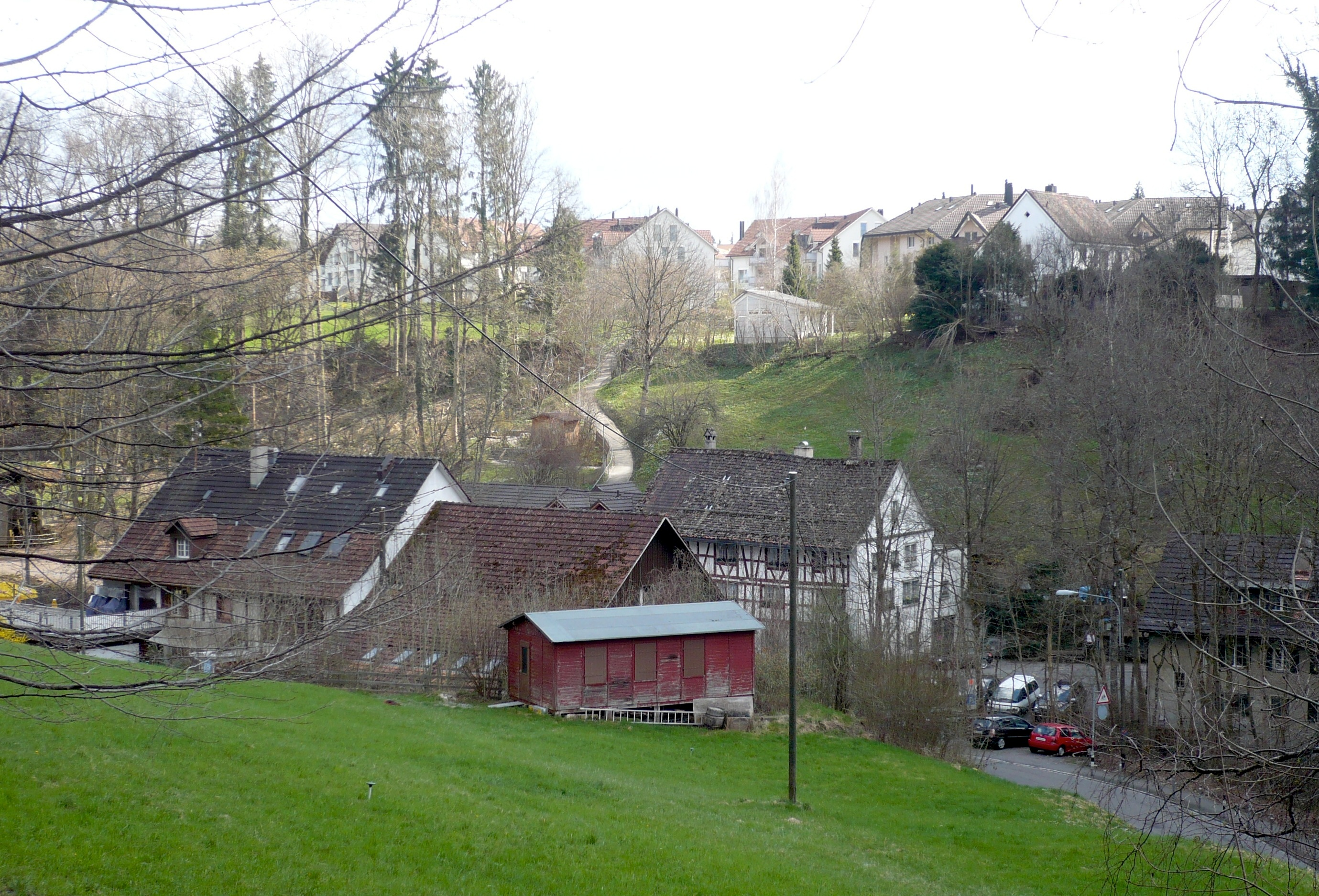
Ähnliche Ansicht heute

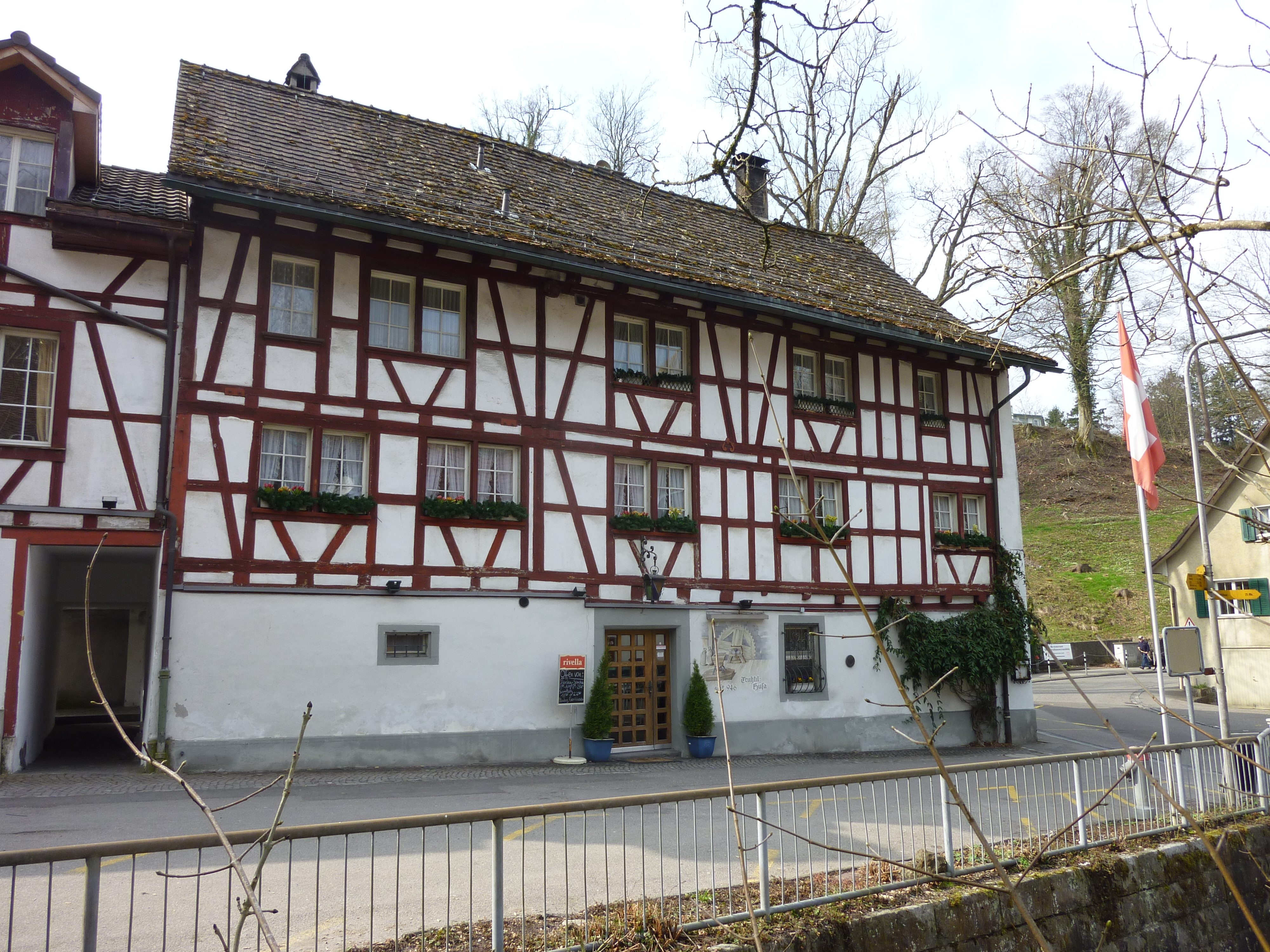
Hauptgebäude

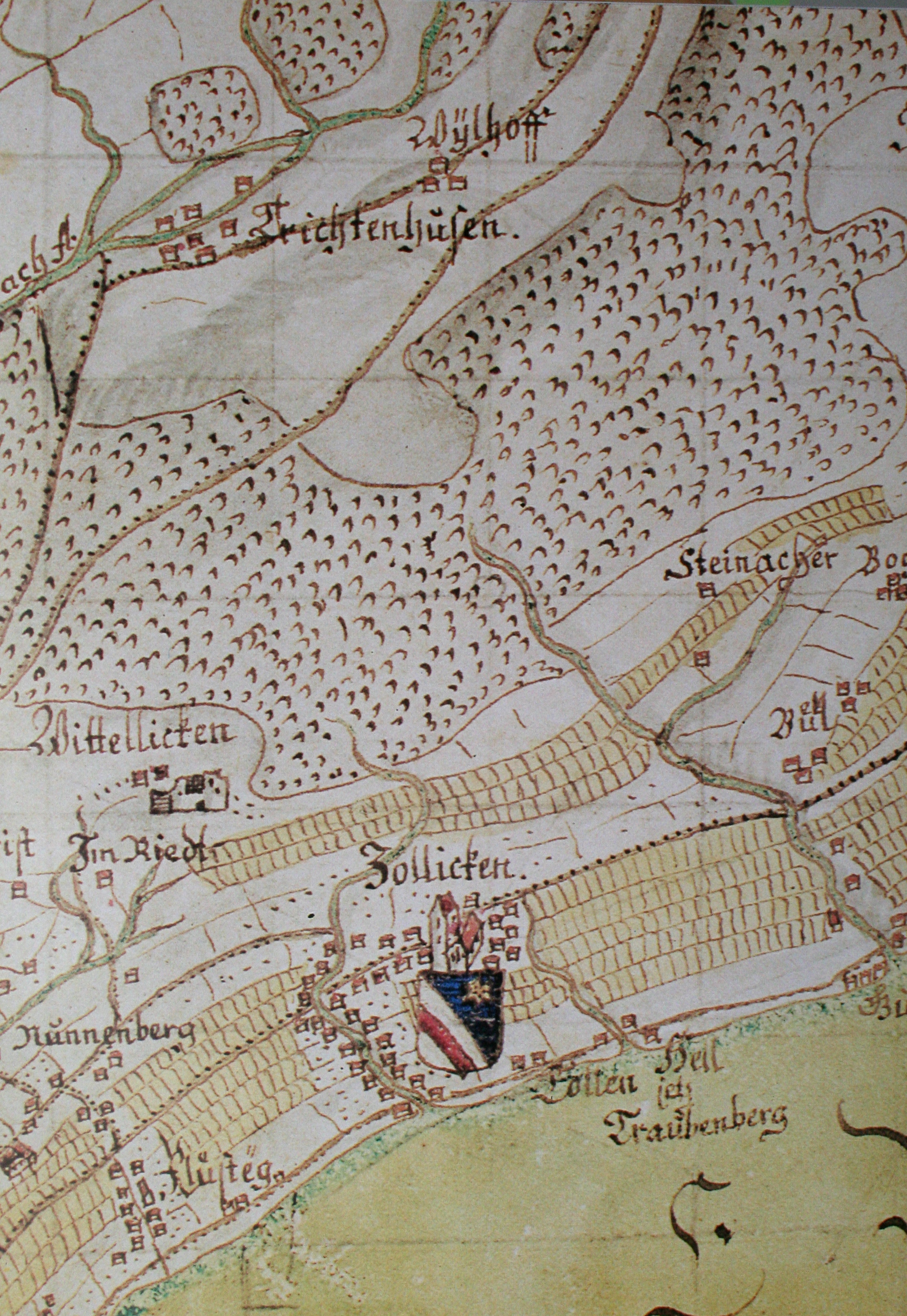
Trichtenhusen auf dem Gygerplan; Umzeichnung aus dem 18. Jahrhundert

Die Trichtenhauser Mühle war ursprünglich eine Wassermühle im Zollikerberg in der Gemeinde Zollikon im schweizerischen Kanton Zürich. Sie stand am Wehrenbach, der die Grenze zur Stadt Zürich bildet. Heute ist in den Gebäuden ein Restaurant untergebracht.

## Geschichte

### Name
Erstmals erwähnt wird der Name Trichtenhausen als truhtilhusa (Haus des Truhtilo) am 28. April 946 in der gleichen Urkunde, in der auch der Ortsname Zollikon als collinchovin erscheint. Im Dokument wird festgehalten, dass Trichtenhausen  und Zollikon die Kirchensteuer der Propstei Grossmünster abzuliefern haben. Der Name bezog sich jedoch nicht auf die Mühle, sondern auf die Weiler Wilhof und Unterhueb im heutigen Zollikerberg. In der zweiten Hälfte des 20. Jahrhunderts wurde der Name Trichtenhausen vom aufkommenden Begriff Zollikerberg verdrängt.

### Mühle
In einem Steuerverzeichnis der Stadt Zürich findet sich im Jahr 1417 erstmals ein Müller in Trichtenhausen: Uli Fritig wird er genannt. 1444, zur Zeit des Alten Zürichkrieges, verlieh das Kloster Rüti, welches im Zollikerberg über stattliche Güter verfügte, die Mühle einem Rudolf Ochsner aus Witikon zu Erblehen. Als Jahreszins wurden 3.75 Mütt Kernen (Getreidekörner), drei Hühner und fünfzig Eier festgelegt.
1463 wird ein Hans Motz als Müller erwähnt. In einer Almosenamtsrechnung wird 1528 ein gewisser Rechstein als Müller zu Truchtenhusen genannt. 1593 erscheint mit Hans Lang ein Begründer einer Müllerdynastie, die erst 1699 mit der Aufgabe des Lehens durch seinen Urenkel Heinrich ihr Ende fand. Der kinderlos gebliebene Heinrich verkaufte die Mühle für 8000 Gulden einem Heinrich Weber aus Witikon. Die Mühle umfasste damals neben dem Hauptgebäude eine Wassersäge, eine Trotte, verschiedene Ställe und Scheunen, rund 120 Aren Gärten sowie rund 530 Aren Äcker, Wiesen, Wald und Reben.
Heinrich Weber hinterliess bei seinem Tod im Jahr 1723 die 14-jährige Tochter Susanna. Die Witwe bemühte sich um deren rasche Verheiratung, um den Betrieb weiterführen zu können. Susanna wurde 1724 mit dem Müller Felix Bühler verheiratet; wegen Unmündigkeit der jungen Braut musste eine Bewilligung eingeholt werden. Felix Bühler erwarb die Mühle 1727. Susanna Bühler verstarb 1736 im Alter von 29 Jahren, ihr Ehemann elf Jahre später. Ihr Sohn Hansjakob verstarb 1759 im Alter von 24 Jahren abgetrunken und hinterliess einen Schuldenberg, da für den Betrieb der Mühle hohe Darlehen aufgenommen werden mussten.
Hansjakob Bühlers Schwager verkaufte die Mühle für 9400 Gulden dem Landrichter Kaspar Weidmann, einem Müller aus Embrach. Er und seine Söhne führten die Mühle von einem abgewirtschafteten Betrieb zu einer weit herum anerkannten Mühle ins 19. Jahrhundert.

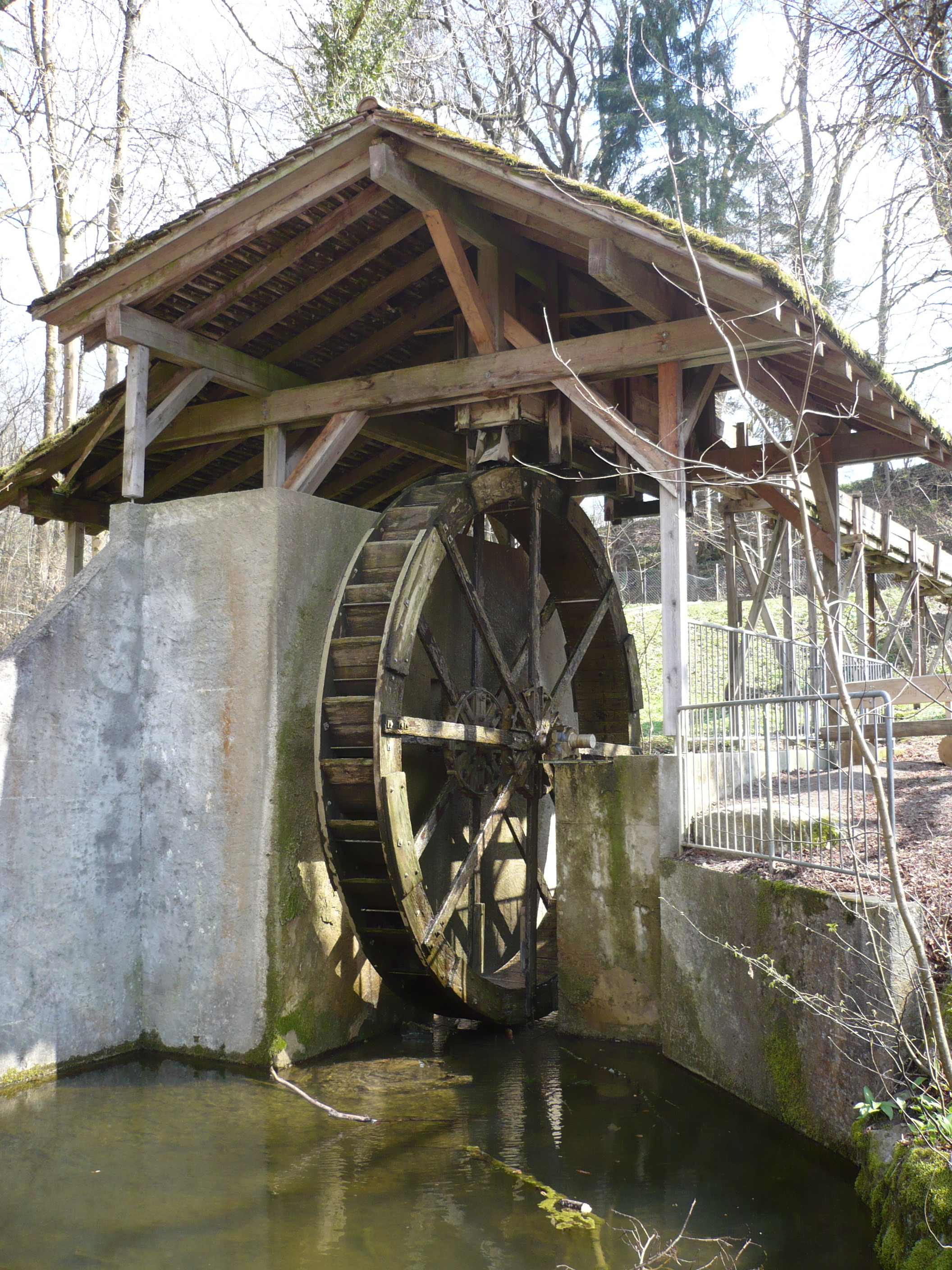
Mühlrad

Am 17. Mai 1832 erliess die Zürcher Regierung ein Gesetz, das die bis dannzumal immer noch gültigen Grundlasten von Getreide, Hühnern und Eiern in eine Schuldsumme von 624 Franken umwandelte. 30 Jahre später bezahlte der Besitzer den Betrag zurück und entledigte sich damit eines über 500-jährigen Servituts. In einem Kataster von 1801 ist die Mühle mit einem Wert von 880 Franken aufgeführt; der höchsten Summe aller Höfe im Zollikerberg. Zum Betrieb gehörten zwei Wasserräder: ein grosses mit einem Durchmesser von zehn Metern, das die zwei Mahlwerke im Hauptgebäude antrieb, und ein kleineres, das im unteren Gebäude die Säge, eine Ölpresse und eine Stampfi zum Brechen von Hanf antrieb.

## Restaurant
1872 kam die Mühle in Besitz der Familie Heer, der sie heute noch gehört. Im Verlauf des 19. Jahrhunderts wurde eine Speisewirtschaft angeschlossen – ob durch die Familie Heer, ist nicht bekannt. Während vielen Jahrzehnten gehörte die Mühle zu den beliebtesten Ausflugszielen um die Stadt Zürich. Gäste wurden in einer kleinen Gaststube und im Sommer in einer grossen Gartenwirtschaft oberhalb des Mühlengebäudes verpflegt. 1932 wurden die beiden Mühlräder entfernt. Das heute oberhalb der Mühle installierte Mühlrad stammt aus dem Wernetshausen im Zürcher Oberland und wurde 1970 aufgebaut. Die Sägerei wurde bis 1963 mit Wasserkraft betrieben. 1970 wurde der ganze Betrieb modernisiert.
1963 wurde bei einem umfangreichen Umbau ein Anbau abgerissen, in dem sich das Mühlrad gedreht hatte. Dadurch entstand Raum für ein geräumigeres Restaurant, einen Saal und ein Sitzungszimmer. Bis Ende März 2023 war die Trichtenhauser Mühle ein Speiselokal, dann wurde sie geschlossen.
Seit Ende Oktober 2023 wird das Restaurant unter dem Namen «Der wilde Kaiser» betrieben, vorerst bis Ende 2024. Gastgeber sind Christian und Nicole Krahnstöver.

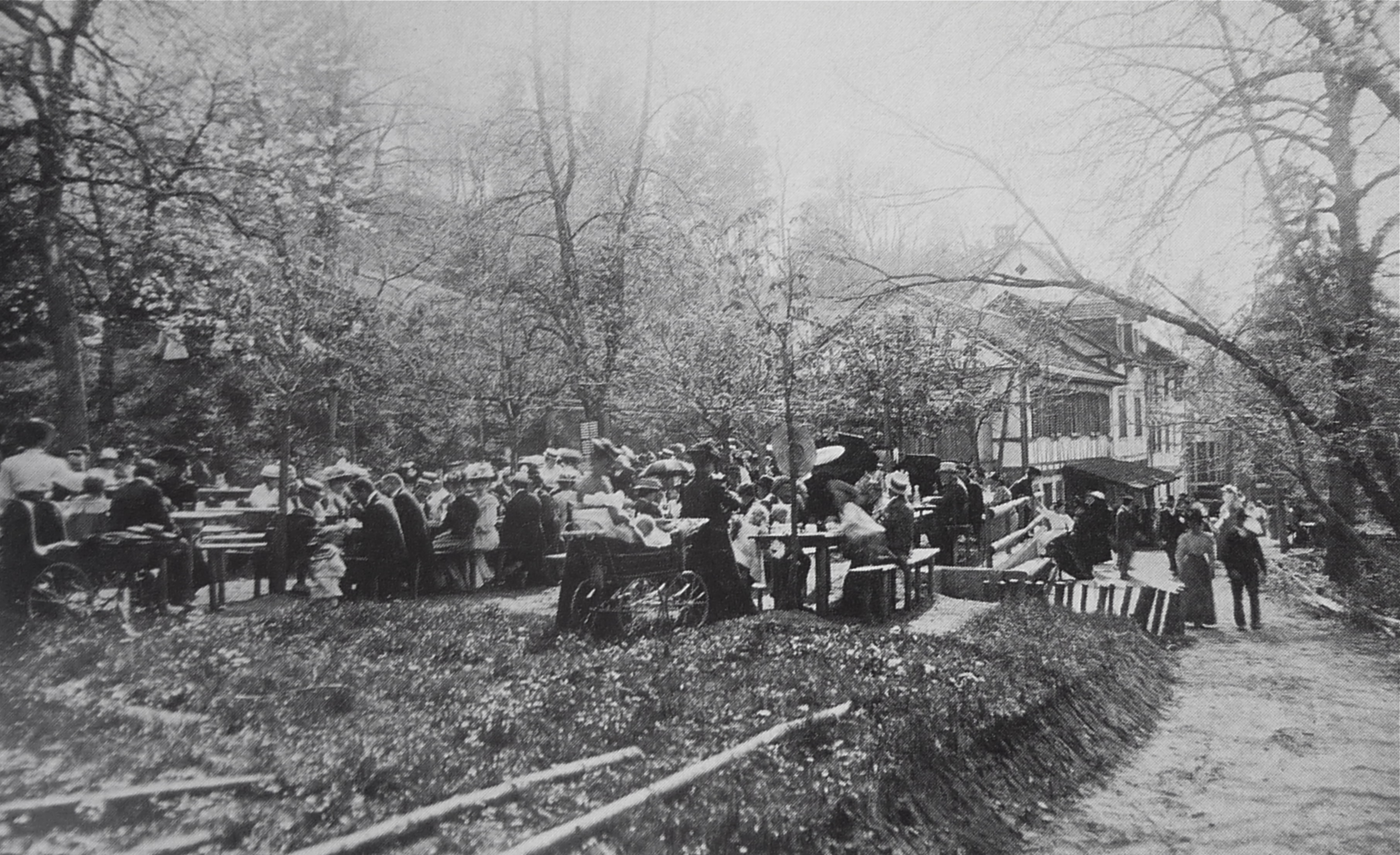
Gartenwirtschaft
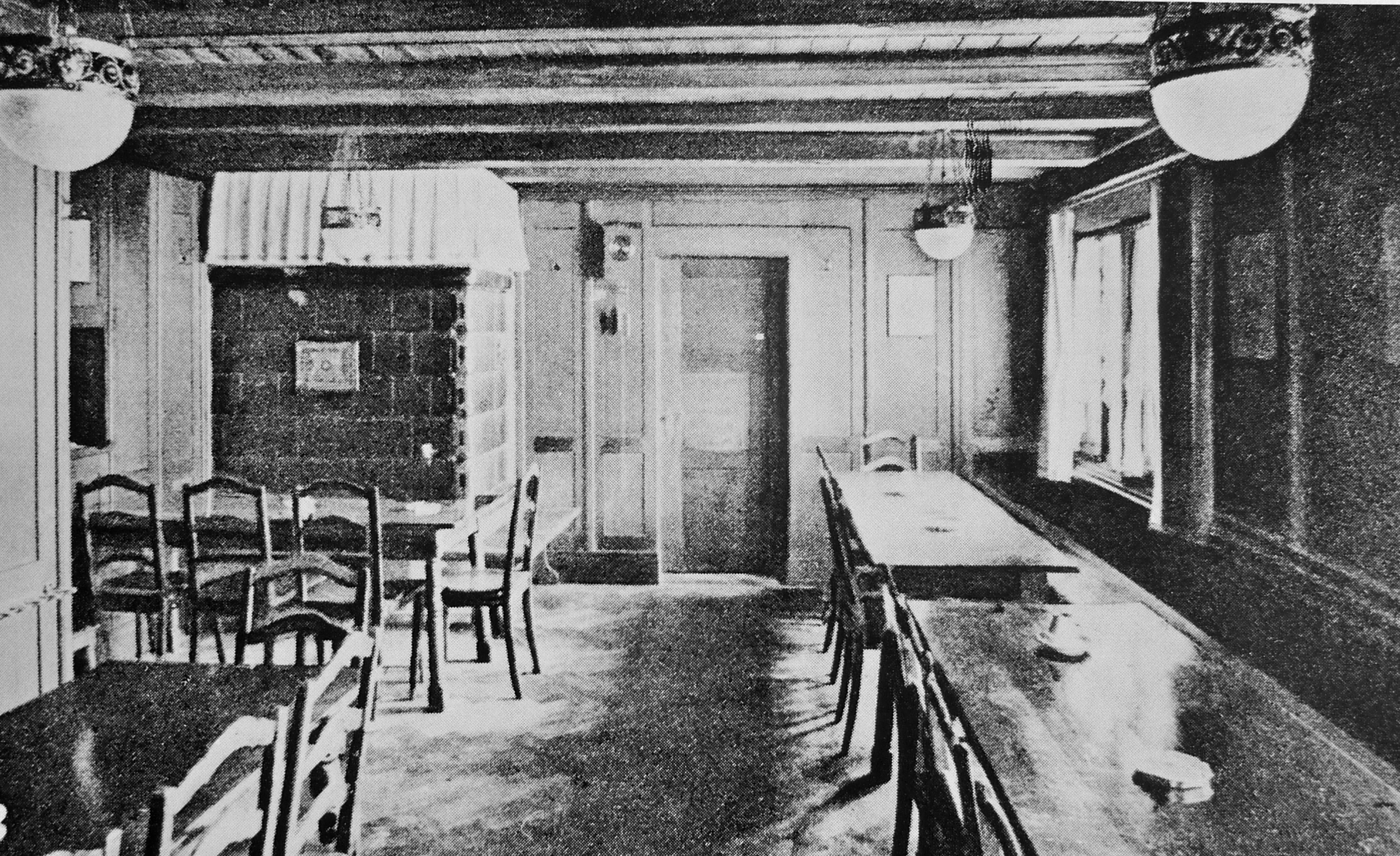
Alte Gaststube
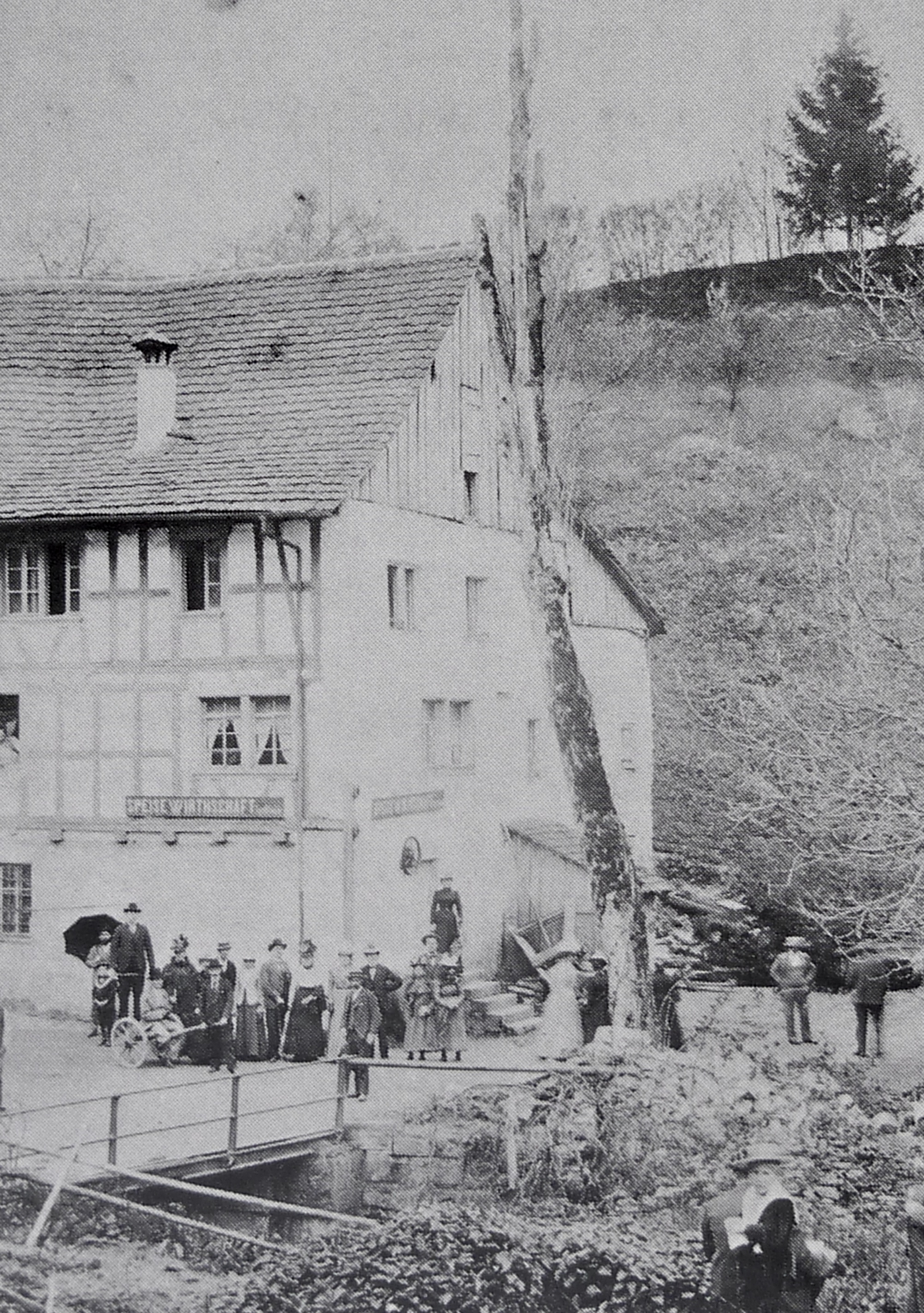
Ansicht um 1900
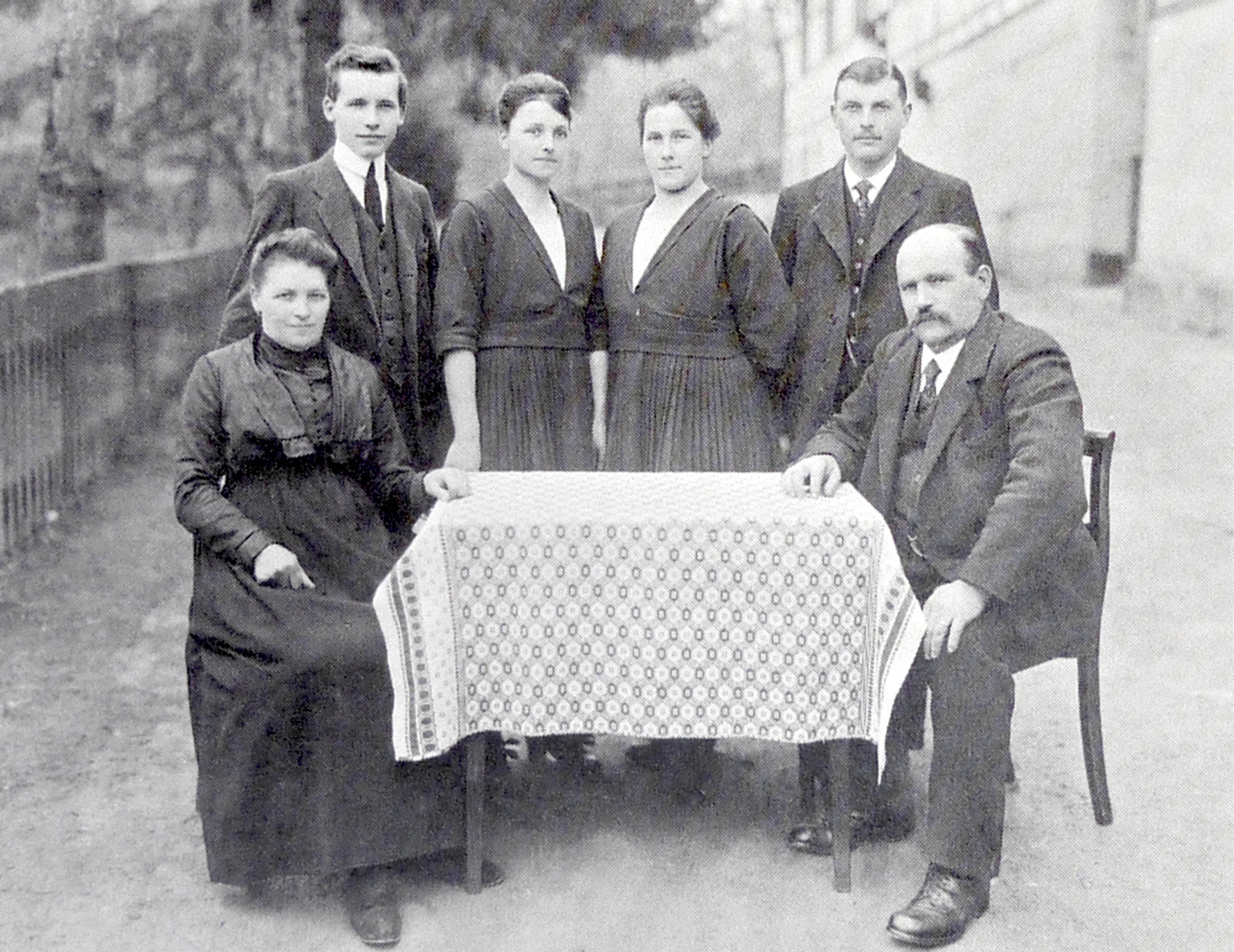
Familie Heer um 1920

### Zerstörungen

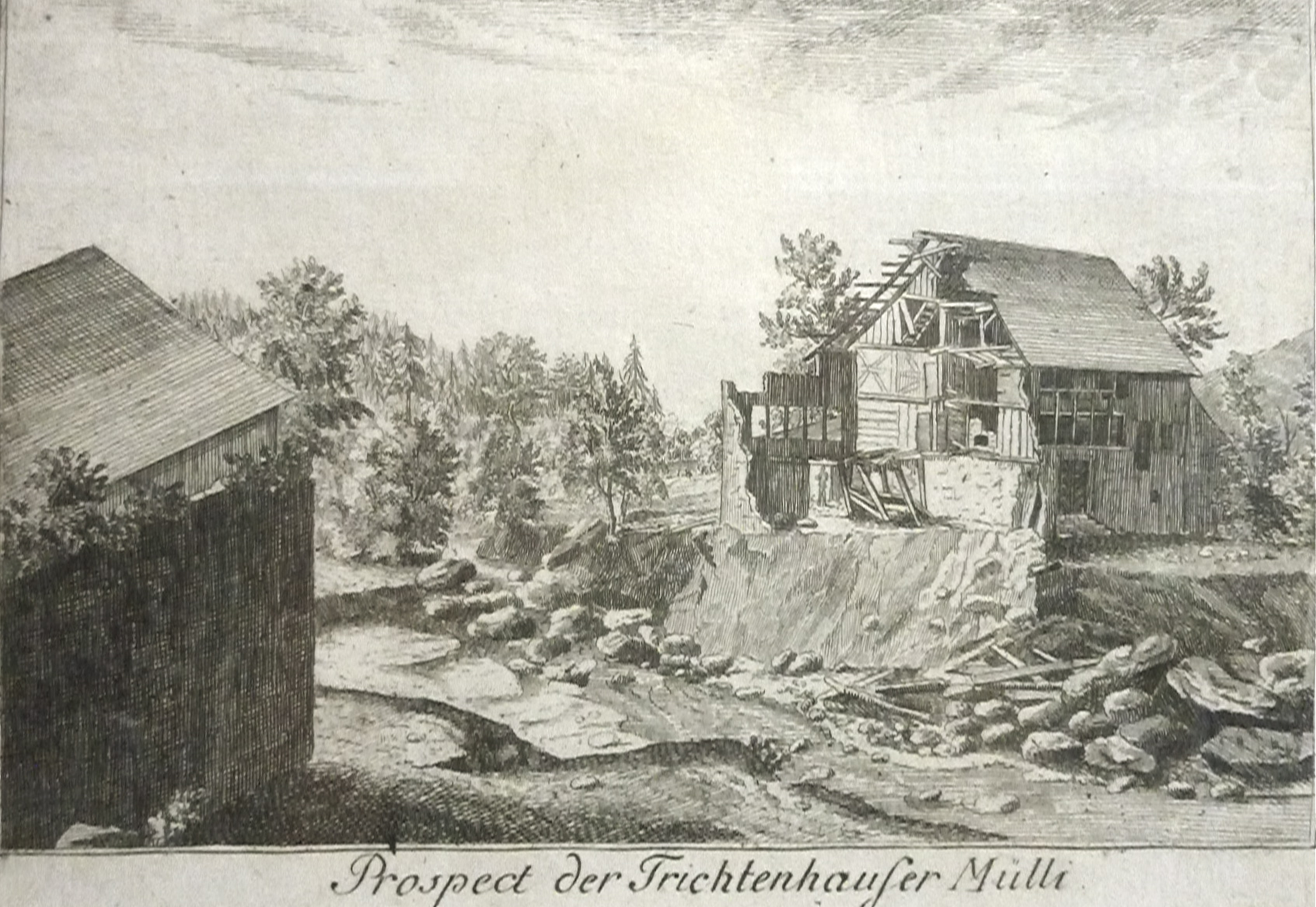
Zeitgenössische Darstellung der Zerstörungen nach der Flut

Der heutige Eingang führte früher ins Kellergeschoss; ein Türbogen trägt die Jahreszahl 1666. Denkbar ist, dass eine Hochwasserkatastrophe zu einem Umbau führte, bei dem der Eingang auf die Ostseite des ersten Obergeschosses verlegt wurde. Eine derartige Überschwemmung des Wehrenbachs richtete am 8. Juli 1788 am Hauptgebäude grosse Schäden an und riss die kleine untere Mühle mit der Säge fort. Das Ereignis wurde vom Zolliker Geschworenen Thomann in einem Tagebucheintrag festgehalten: … zugleich flossen Ströme von Wasser auf die Erde nieder … zwischen 7 bis 8 war es am allerstärksten besonders noch mit einem erschrecklichen Donner und Blitz, der Himmel war voll Feür. … Erschrecklich und betrübt war auch der Anblick, so der Werenbach angerichtet, indem es dem Müller von Trichtenhusen sein Wuer, ein Teil von der Mülle, die Wohnstuben ganz wegnahm, so dass er bloss noch hat mögen entfliehen … Das gleiche Unwetter sorgte im benachbarten Küsnacht zu ungleich grösseren Zerstörungen, bei denen zahlreiche Menschen ums Leben kamen.

### Lesezirkel
Die Trichtenhauser Mühle diente während Jahren dem  Lesezirkel Hottingen als Lokal für Festlichkeiten und Aufführungen aller Art. Der Zirkel war 1882 vom 19-jährigen Hans Bodmer gegründet worden. Zum Zirkel gehörten unter anderen Meinrad Lienert, Othmar Schoeck, Ernst Eschmann und Volkmar Andreae.